# Municipio de Detroit (Minnesota)
El municipio de Detroit (en inglés: Detroit Township) es un municipio ubicado en el condado de Becker en el estado estadounidense de Minnesota. En el año 2010 tenía una población de 2033 habitantes y una densidad poblacional de 27,85 personas por km².

## Geografía
El municipio de Detroit se encuentra ubicado en las coordenadas 46°51′21″N 95°51′48″O / 46.85583, -95.86333. Según la Oficina del Censo de los Estados Unidos, el municipio tiene una superficie total de 72.99 km², de la cual 61,07 km² corresponden a tierra firme y (16,33 %) 11,92 km² es agua.

## Demografía
Según el censo de 2010, había 2033 personas residiendo en el municipio de Detroit. La densidad de población era de 27,85 hab./km². De los 2033 habitantes, el municipio de Detroit estaba compuesto por el 92,57 % blancos, el 0,49 % eran afroamericanos, el 3,15 % eran amerindios, el 0,64 % eran asiáticos, el 0,15 % eran de otras razas y el 3 % eran de una mezcla de razas. Del total de la población el 1,03 % eran hispanos o latinos de cualquier raza.